# Sophie Brzeska
Sophie Suzanne Brzeska či Sophie Gaudier-Brzeska (1873–1925) byla polská spisovatelka a umělkyně, blízká přítelkyně sochaře a malíře Henri Gaudier-Brzesky.

## Životopis
Sophie Brzeska se narodila v Polsku v roce 1873. Svou matku popisovala jako unavenou a otce jako zženštilého. Oba věřili, že Sophie byla břemeno, kterému musí být oddáni. Sophie to odmítla a utekla do Paříže, aby se stala spisovatelkou. Přijala řadu pracovních příležitostí jako vychovatelka, z nichž jedna se týkala i několika let života ve Spojených státech. Toto soužití s rodinami ostatních lidí jí přiblížilo k úvahám o sebevraždě. V červnu 1910 se Henri (nar. 1891) setkal se Sophií, kterou popsal v dopise známému jako dvakrát starší polskou bývalou guvernantku. S Henrim se potkali roku 1909 v Bibliothèque Sainte-Geneviève v Paříži a začali mít spolu velmi blízký vztah. Henri připojil její příjmení ke svému jménu, přestože se nikdy nevzali. Mnoho informací o jejím životě je vyčteno z její osobní korespondence s Henrim. Dlouholetý obdivovatel Gaudierovy práce, umělecký sběratel a historik, H. S. Ede získal její majetek v roce 1927 od britského Treasury Solicitor poté, co zemřela bez poslední vůle. Tato akvizice zahrnovala nejen její spisy, ale také majetek Henriho Gaudiera, s mnoha jeho pracemi a dokumenty. Ede mnoho informací získal z dopisů, které napsala Gaudierovi Sophie a z jejích spisů a dalších materiálů, když vydal v roce 1930 A Life of Gaudier-Brzeska (Život Gaudiera-Brzesky) (Londýn: W. Heinemann); vydání z roku 1931 a pozdější vydání jsou nazvány Savage Messiah (Zběsilý Mesiáš). Písemné prameny použité pro tento projekt, jsou nyní uloženy v archivech knihovny Univerzity v Cambridgi, University v Essexu a Musée des Beaux-Arts d'Orléans (Muzeum umění v Orléans). Time Magazine  nazval jeho knihu sympatickou, ale naprosto neosobní ... biografii. V roce 2008 byly zveřejněny nezpracované Sophiiny spisy.

## Práce
Sophie Brzeska se neustále odkazovala na svou práci a toužila být publikovanou spisovatelkou. Napsala řadu verzí své autobiografie s názvem Matka and Other Writings (Matka a jiné spisy), nicméně z její práce nebylo nic publikováno až do roku 2008. Tato kniha vydaná v Londýně, v nakladatelství Mercury Graphic, obsahuje některé texty překládané z francouzštiny Gillianem Rafflesem. Pochází z rukopisů, jenž byly zapomenuté a nepublikované už více než 50 let. Jedna část této skupiny dokumentů je verze díla Matka a popisuje její první setkání a život s Henri Gaudierem a jeho přijetí jména Gaudier-Brzeska. Obsahuje popis toho, co se s ní stalo hned po tom, co byl Henri Gaudier-Brzeska zabit na frontě ve Francii v roce 1915, vypráví o její snaze a pokusech o uspořádat vzpomínky na svou práci a podává upřímný pohled na to, jak se k ní přátelé Thomas Ernest Hulme, Ezra Pound, Robert Bevan a další chovali. Zahrnuje také pohlednice a dopisy umělkyni Nině Hamnett z pozdější doby. Sophie Brzeska psala ve francouzštině i angličtině a z jazyka a tempa spisů je zřejmé, že byla vypjatá a emocionální. Při psaní v angličtině se její hláskování stává postupně chaotickým, stejně jako její rukopis v obou jazycích. Záměrem redaktora bylo udržet tyto prvky v překladu a přepisu, aby zůstaly věrné jejímu charakteru a zvyšovaly emocionální intenzitu spisu a umožnily slyšet její jedinečný hlas. Její ignorování konvenční interpunkce byla zachována ze stejného důvodu.

## Smrt
Sophie zemřela bez závěti v psychiatrické nemocnici v Barnwood House v Gloucestershire v březnu 1925. Z životopisu Gaudierova života bývá často vynechána. Film Kenyho Russela Savage Messiah, z roku 1972 založený na knize Edeho, se zaměřuje na vztah Sophie a Henri Gaudiera, a dává jim obou stejný význam při formování životů druhého.